# Liste von Persönlichkeiten der Stadt Maastricht
Die folgende Liste enthält Personen, die in Maastricht geboren wurden sowie solche, die zeitweise dort gelebt und gewirkt haben, jeweils chronologisch aufgelistet nach dem Geburtsjahr. Die Liste erhebt keinen Anspruch auf Vollständigkeit.

## In Maastricht geborene Persönlichkeiten

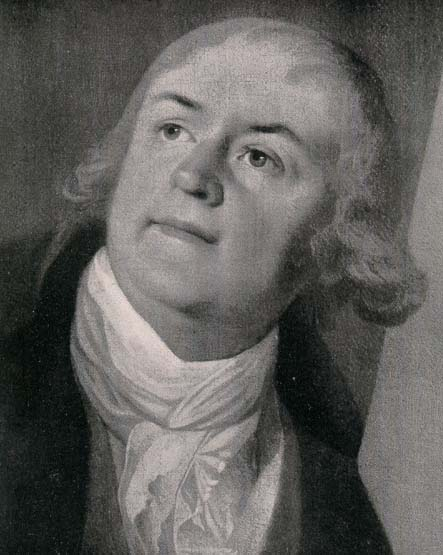
Johann Friedrich August Tischbein

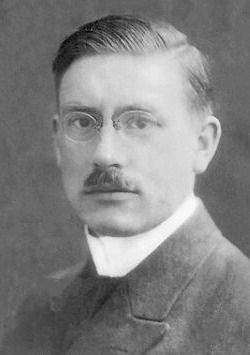
Peter Debye

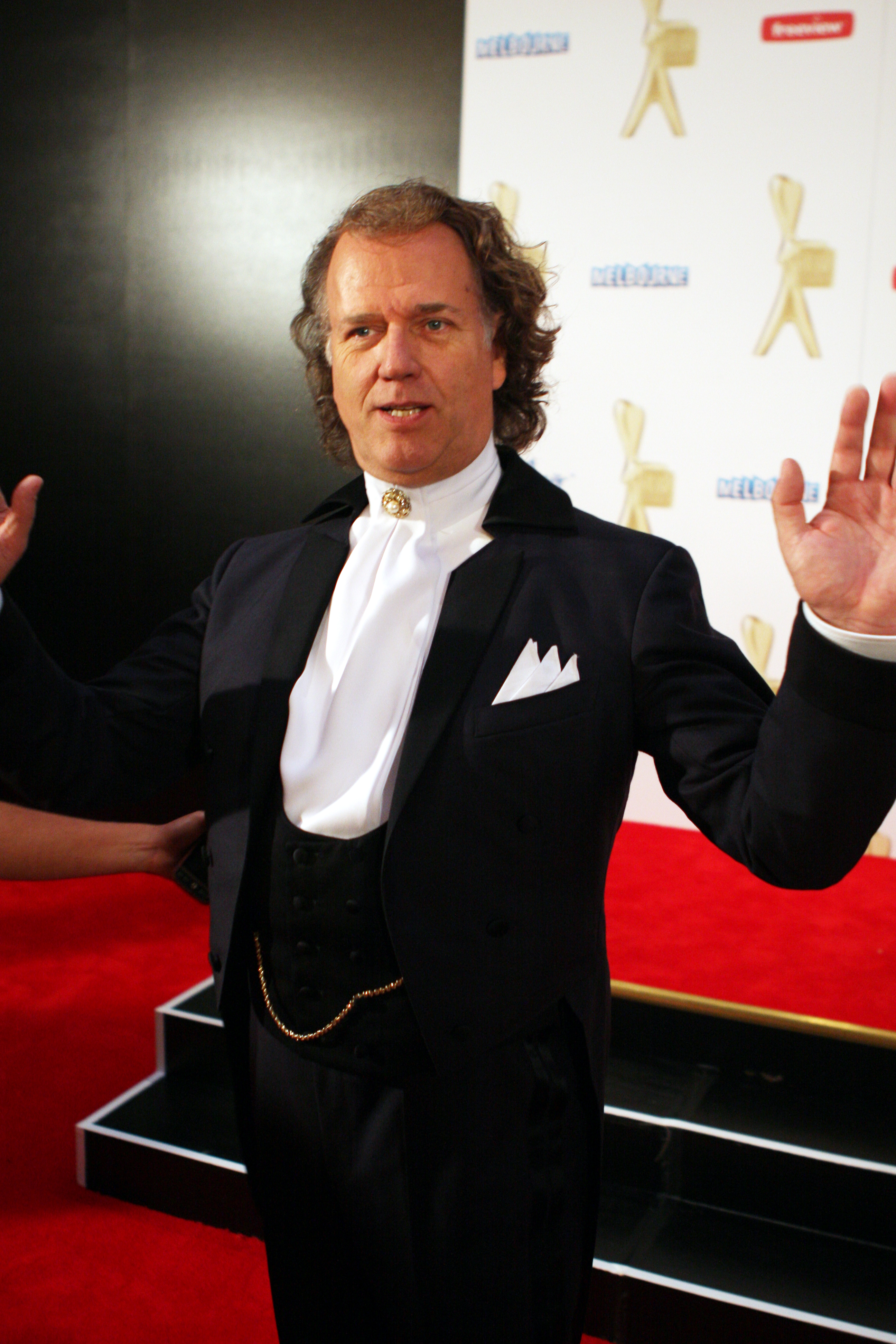
André Rieu

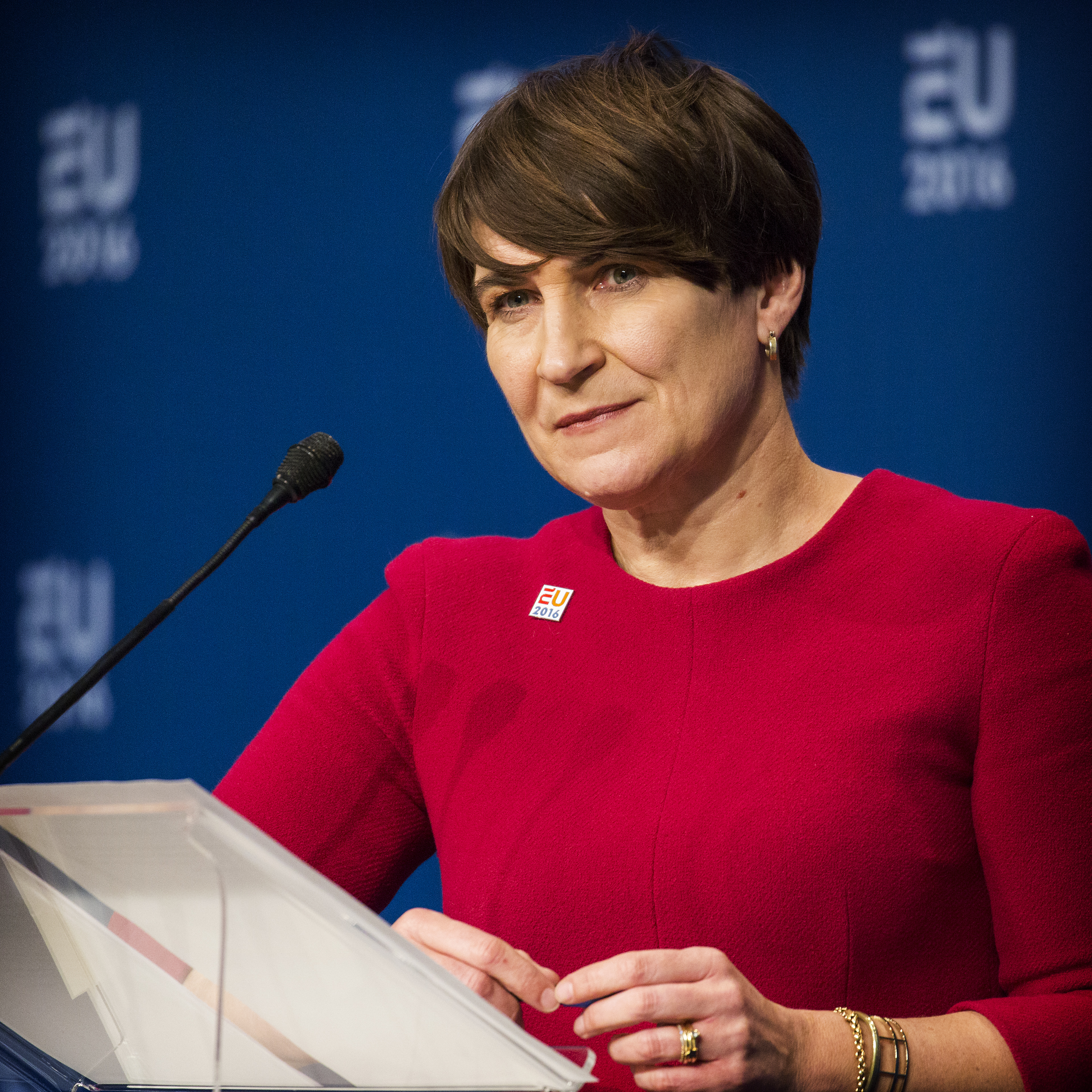
Lilianne Ploumen

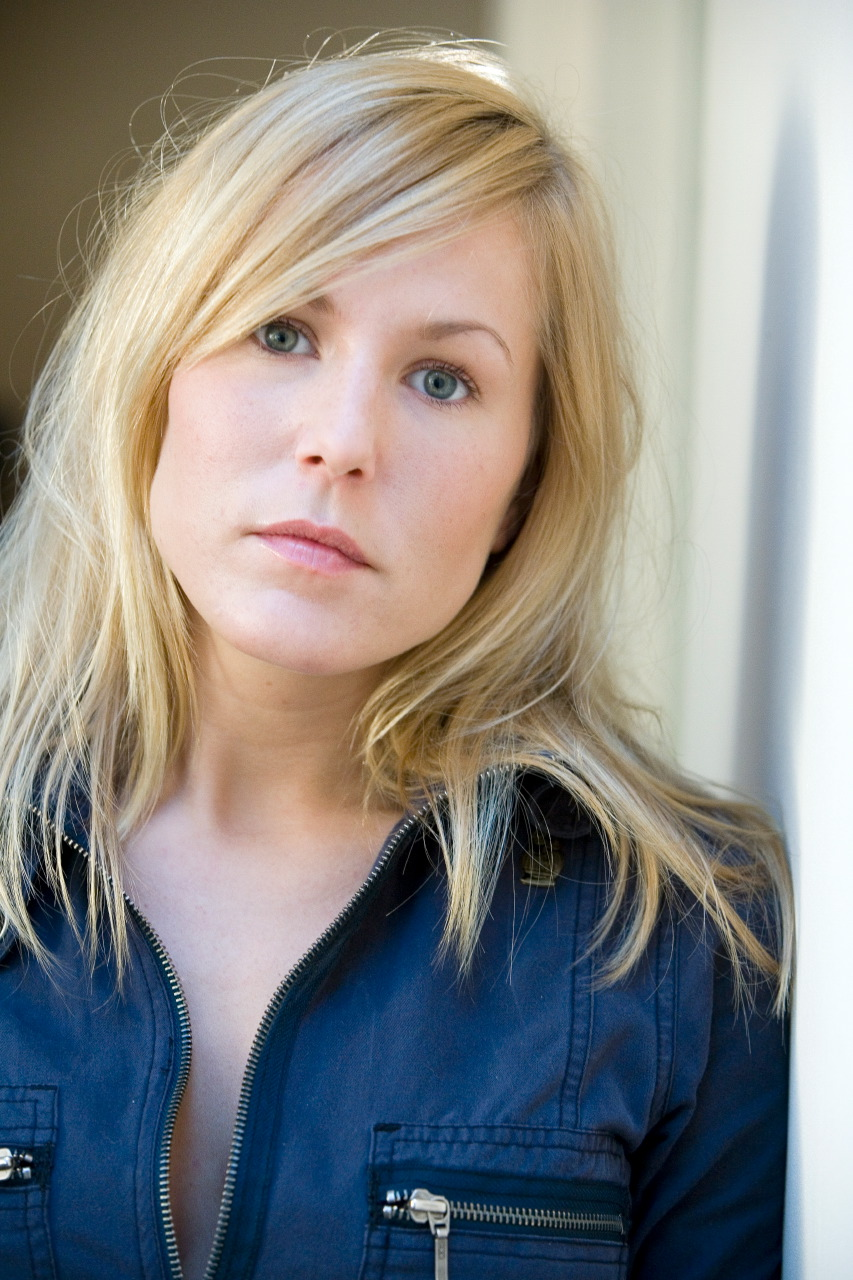
Hadewych Minis

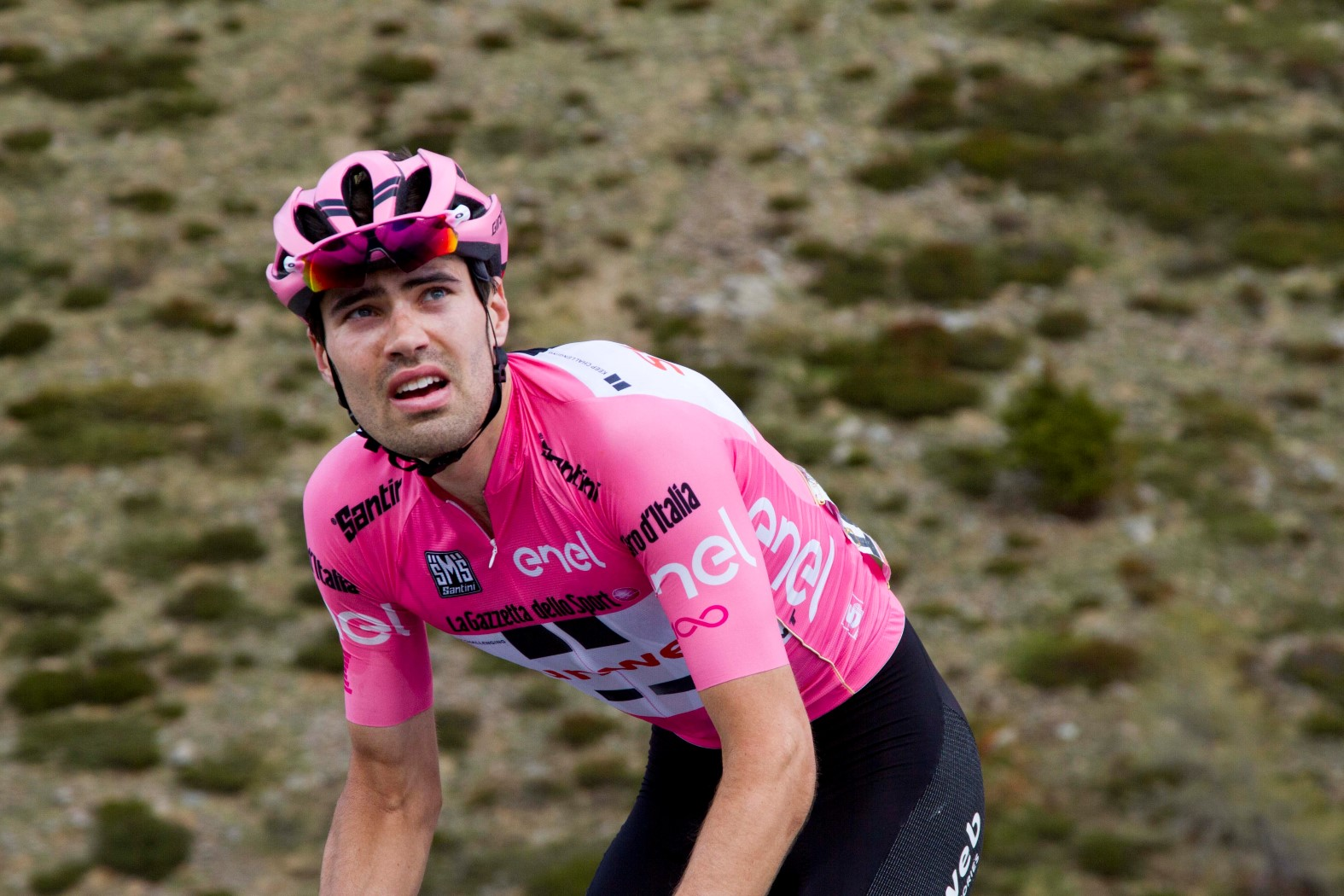
Tom Dumoulin

### Bis 1800
- Lambert von Maastricht (um 635 – 705), Bischof von Tongern-Maastricht, Märtyrer
- Bartholomäus von Maastricht (* um 1380; † 1446), deutscher Theologe und Kartäuser
- Giovanni Biliverti (1585–1644), italienischer Maler
- Andreas Cruesen (1591–1666), Theologe und Erzbischof
- Hendrik de Fromantiou (1640–1694), Maler
- Pieter Lyonet (1707–1789), Jurist, Übersetzer, Kryptologe, Kupferstecher, Zeichner, Kunstsammler und Naturaliensammler
- Johann Heinrich von Kerens (1725–1792), Jesuit und Bischof
- Wilhelm René de l’Homme de Courbière (1733–1811), Feldmarschall und Gouverneur von Westpreußen
- Johannes Petrus Minckeleers (1748–1824), Wissenschaftler und Erfinder
- Mathias Soiron (1748–1834), Baumeister, Dekorateur und Möbeldesigner
- Mathias Solders (1750–1826), Verwaltungsbeamter und Beigeordneter Oberbürgermeister der Stadt Aachen
- Johann Friedrich August Tischbein (1750–1812), deutscher Maler
- Godfried Joseph Crüts van Creits (1757–1815), Bischof von St. Pölten
- Mathieu Kessels (1784–1836), Bildhauer
- Félix de Mérode (1791–1857), belgischer Politiker
- Hendrik Forstner van Dambenoy (1792–1870), Offizier und Politiker
- Henriëtte d’Oultremont de Wégimont (1792–1864), Gemahlin des niederländischen Königs Wilhelm I.
- Louise von Hessen (1794–1881), Gräfin von der Decken

### 1801 bis 1900
- André Henri Constant van Hasselt (1806–1874), belgischer Chronist und Dichter
- Théodore Schaepkens (1810–1883), Historienmaler, Radierer und Lithograf
- Frederik Lambertus Geerling (1815–1894), Seeoffizier, Vizeadmiral und konservativer Politiker
- Alexander Batta (1816–1902), Violoncellist und Komponist
- Adolf von Salis-Soglio (1818–1891), Wasserbauingenieur
- Johannes Gregorius van den Bergh (1824–1890), Ingenieur und Minister
- Arthur Kool (1841–1914), Offizier und Politiker
- Henri Sarolea (1844–1900), Eisenbahningenieur
- Joseph Hollman (1852–1926), Violoncellist und Komponist
- Hubert Vos (1855–1935), Maler
- Émile Wesly (1858–1926), Journalist und Komponist
- Henri Goovaerts (1865–1912), Porträtmaler
- Jac. P. Thijsse (1865–1945), Pionier des Naturschutzes
- Leopold van Itallie (1866–1952), Pharmakologe und Toxikologe
- Adrianus Antonie Henri Willem König (1867–1944), Wasserbauingenieur und Politiker
- Rob Graafland (1875–1940), Genre- und Porträtmaler sowie Kunstpädagoge
- Victoire Wirix (1875–1938), Malerin
- Henri Winkelman (1876–1952), General
- Harrie Meyers (1879–1928), Radrennfahrer
- Richard Reimans (1882–1959), Maler
- Peter Debye (1884–1966), Physiker, theoretischer Chemiker und Nobelpreisträger für Chemie
- Robert Regout (1896–1942), Jesuit

### 1901 bis 1950
- Willy Schobben (1915–2009), Jazz- und Unterhaltungsmusiker und Dirigent
- Louis Toebosch (1916–2009), Komponist, Musikpädagoge und Organist
- Huub Sijen (1918–1965), Radrennfahrer
- Jos van Hövell (1919–1945), Widerstandskämpfer
- Henri Arends (1921–1994), Dirigent
- Alphonsus Castermans (1924–2008), Weihbischof im Bistum Roermond
- Jacques van Doorn (1925–2008), Soziologe und Hochschullehrer
- Marie-Louise Linssen-Vaessen (1928–1993), Schwimmerin
- Flor Van Der Weijden (1929–2018), Radrennfahrer
- Dick Raaijmakers (1930–2013), Komponist, Performance- und Installationskünstler
- Willy Hautvast (1932–2020), Komponist
- Jo van den Booren (* 1935), Komponist und Dirigent
- Gerard Bergholtz (* 1939), Fußballspieler
- Fred Rompelberg (* 1945), Radrennfahrer
- Hubert Soudant (* 1946), Dirigent
- Leo Cuypers (1947–2017), Komponist und Jazz-Pianist
- Jacques Ogg (* 1948), Cembalist und Hammerklavierspieler
- André Rieu (* 1949), Violinist, Orchesterleiter, Arrangeur und Musikproduzent

### Ab 1951
- Benny Neyman (1951–2008), Sänger
- Joep van Leeuwen (1955–2024), Jazzmusiker
- Maxime Verhagen (* 1956), Politiker
- Roger Smeets (* 1960), Opernsänger
- Rob Bruynen (* 1961), Jazzmusiker
- Frans Timmermans (* 1961), Politiker
- Nico de Vries (* 1961), Schauspieler
- Lilianne Ploumen (* 1962), Politikerin
- Jozef van Wissem (* 1962), Lautenspieler und Komponist
- Tom Nijssen (* 1964), Tennisspieler
- Eric van der Luer (* 1965), Fußballspieler
- Frank Wassenberg (* 1966), Politiker
- Erwin Vanderbroeck (* 1968), Fußballspieler
- Boudewijn Zenden (* 1976), Fußballspieler
- Hadewych Minis (* 1977), Schauspielerin und Sängerin
- Pieter van den Hoogenband (* 1978), Schwimmer
- Patrick Stitzinger (* 1981), Langstreckenläufer
- Judy-Ann Melchior (* 1986), belgische Springreiterin
- Uschi Freitag (* 1989), deutsch-niederländische Turm- und Wasserspringerin
- Karin Stevens (* 1989), Fußballspielerin
- Tom Dumoulin (* 1990), Straßenradrennfahrer
- Robin Frijns (* 1991), Autorennfahrer
- Sai van Wermeskerken (* 1994), japanisch-niederländischer Fußballspieler
- Emma Kok (* 2008), Sängerin

## Berühmte mit Maastricht verbundene Personen
- Friedrich von Eerde (1781–1848), Bürgermeister von Maastricht
- Otto Wolf (1849–1917), Komponist, Dirigent, ab 1883 erster Direktor des Maastrichter Konservatoriums
- Gerard Boedijn (1893–1972), Komponist
- Gerd Leers (* 1951), Politiker, Bürgermeister von Maastricht
- Paul Martens (* 1983), Radrennfahrer
- Uschi Freitag (* 1989), deutsche Turm- und Wasserspringerin